# Julieta Valero
Julieta Valero   (Madrid, 27 de juliol de 1971) és una poetessa espanyola en llengua castellana.

## Biografia
Llicenciada en Filologia Hispànica per la Universitat Complutense de Madrid, on també va cursar els estudis de doctorat en Literatura Espanyola Moderna i Contemporània.
Ha publicat relats, poemes i articles en diversos mitjans literaris com Ínsula, ABCD de les arts i les lletres, Turia, Vulcane, Minerva (revista), El Maquinista (de la General) o Diari de Poesia (Argentina), i és col·laboradora habitual de les revistes literàries Encubierta, (Revista Literaria, Editorial Novalibro), Diálogo de la lengua, Fósforo, Babab, La dama duende i Literatura.com.
També ha participat en nombroses antologies: Inéditos: 11 poetas (2002), 33 de Radio 3 (2003), Todo es poesía menos la poesía. 22 poetas desde Madrid (2004), 11-M. Poemas contra el olvido (2004), Poesía pasión (2005), Deshabitados (2008), Palabras sobre palabra: 13 poetas españoles jóvenes (Chile, 2009), Fuga de la nada. 16 propuestas poéticas (2009), El poder del cuerpo. Antología femenina contemporánea, (2009) i Contrabando: una antología de la poesía española actual (Argentina, 2011), entre d'altres.

És autora dels poemaris: 
Ha participat en nombroses lectures i festivals internacionals de poesia (Festival de Poesia de Medellín, Colòmbia, 2007; Trobada de Poetes del Món Llatí, Mèxic, 2010). Alguns dels seus poemes han estat traduïts i publicats als Estats Units, França, Itàlia, Alemanya, el Marroc, Brasil, Eslovàquia i Grècia.
Va codirigir i presentar amb Mariano Peyrou el programa de ràdio "A ras de verso" (Radio Círculo del Círculo de Bellas Artes de Madrid), programa de poesia en el qual s'entrevista un poeta espanyol o llatinoamericà a partir dels seus texts, durant cinc anys. Forma part del claustre i treballa com a editora i especialista en poesia de l'escola d'escriptura creativa Hotel Kafka.
Des de 2008 és coordinadora en la Fundació Centro de Poesia José Ferro.
Va rebre el XVIII Premi de Poesia i el XVIII Premi de Contes (1997) del C.M.U. Isabel d'Espanya, i va quedar entre els nominats del Premi Adonáis de Poesia (1998 i 1999). Ha publicat relats, poemes i articles en diverses revistes literàries. Alguns dels seus poemes han estat traduïts i publicats a França (La Porte des Poétes, 1999). El seu llibre Los heridos graves ha rebut el Premi de Poesia Jove de Radio 3 en 2005. És considerada membre de la Generació Poètica del 2000 i la seva obra apareix en diversos recomptes i antologies de la poesia recent.
En 2013, en calitat de coordinadora de la Fundació Centro de Poesía José Hierro, és designada jurat del Premi Nacional de Poesia Jove.

## Obra
En Autoria, un títol que reflecteix la preocupació contemporània de la identificació de l'autor en els seus escrits, es nota l'herència de la teoria literària, una posició que acull del simbolisme a l'avantguarda. Exigeix elevar la llengua, trobar maneres diferents, allunyades de l'utilitari, com és el cas. Continua un procés iniciat en obres anteriors, treballant l'expressió de la indagació, de treure la realitat profunda per emergir-ne d'ella; ho il·lustra aquesta frase: “Al final lo aberrante no es la obviedad de la belleza, sino la crónica de nuestra ceguera”.

### Obra poètica
- Altar de los días parados. Bartleby, 2003.
- Los heridos graves. DVD, 2005.
- Autoría. DVD, 2010.
- Que concierne. Vaso roto, 2015

### Inclusió en antologies
- Antología (Asociación Colegial de Escritores de España, 1997)
- Inéditos: 11 poetas (edición de Ignacio Elguero; Huerga y Fierro, 2002)
- 33 de Radio 3 (Calamar, 2003)
- Todo es poesía menos la poesía. 22 poetas desde Madrid (de Gonzalo Escarpa, Eneida 2004).
- 11-M. Poemas contra el olvido (Bartleby, 2004)
- Poesía pasión (edición de Eduardo Moga; Libros del Innombrable, 2005).
- Deshabitados (2008).
- Inclusió al quadern Por dónde camina la poesía española. Revista Letra internacional. Número 98. Primavera del 2008. Fundación Pablo Iglesias, ISSN 0213-4721
- Palabras sobre palabra: 13 poetas españoles jóvenes (Chile, 2009),
- Fuga de la nada. 16 propuestas poéticas (2009),
- El poder del cuerpo. Antología femenina contemporánea (2009)
- Contrabando: una antología de la poesía española actual (Argentina, 2011)

### Assaig
- La integración silenciosa. Insula: Revista de lletres i ciències humanes, Nº 702, 2005, págs. 14-15.
- Un breu assaig a la reedició de Teatro de operaciones, d'Antonio Martínez Sarrión (Madrid, Bartleby, 2010)

### Guardons
- XVIII Premi de Poesia i XVIII Premi de Contes per part de C.M.U. Isabel d'Espanya (1997)
- Nominada al Premi Adonáis de Poesia en 1998 i 1999
- IV Premi de Poesia Jove de Radi 3 pels Los heridos graves (2005)
- XXII Premi de Poesia, "Cáceres, Patrimonio de la Humanitat" pel poemari Autoria[11] (2010)
- Premi Ausias March (2010)[12]